# Isòtops del flerovi
El flerovi (Fl) no té cap isòtop estable.

## Taula
| Símbol del núclid | Z(p)                | N(n)                | massa isotòpica(u)  | període de semidesintegració | Espín nuclear | composició isotòpics representativa (fracció molar) | rang de variació natural (fracció molar) |
| Símbol del núclid | energia d'excitació | energia d'excitació | energia d'excitació | període de semidesintegració | Espín nuclear | composició isotòpics representativa (fracció molar) | rang de variació natural (fracció molar) |
| ----------------- | ------------------- | ------------------- | ------------------- | ---------------------------- | ------------- | --------------------------------------------------- | ---------------------------------------- |
| 285Fl             | 114                 | 171                 | 285.18370(111)#     | 5# s                         | 3/2+#         |                                                     |                                          |
| 286Fl             | 114                 | 172                 | 286.18386(83)#      | 0.16(+7-3) ms                | 0+            |                                                     |                                          |
| 287Fl             | 114                 | 173                 | 287.18560(83)#      | 0.51(+18-10) s               |               |                                                     |                                          |
| 288Fl             | 114                 | 174                 | 288.18569(91)#      | 2.8(14) s [0.8(+27-16) s]    | 0+            |                                                     |                                          |
| 289Fl             | 114                 | 175                 | 289.18728(79)#      | 2.6(+12-7) s                 | 5/2+#         |                                                     |                                          |